# National Basketball League (Australasien)
Die National Basketball League (NBL) ist eine professionelle australasische Basketballliga mit derzeit zehn Mannschaften aus Australien (neun Mannschaften) und Neuseeland (eine Mannschaft). Die Liga wurde 1979 in Australien gegründet.

## Geschichte

### Entwicklung
Ende Mai 2015 wurde Larry Kestelman, Geschäftsmann und Mitbesitzer der Mannschaft Melbourne United, über seine Unternehmensgruppe der Mehrheitseigner der NBL. Er zahlte rund sieben Millionen Australische Dollar für die Übernahme. Zuvor hatte die Liga unter schwindenden Zuschauerzahlen und mehrere Mannschaften unter wirtschaftlichen Schwierigkeiten gelitten. Nach Kestelmans Übernahme ging es mit der NBL bergauf: Die Zuschauerzahlen stiegen bis 2019 um 25 Prozent, die Zahl der Fernsehzuschauer um 40 Prozent und die Nutzungszahlen in Internetnetzwerken um 400 Prozent.

### Spielzeit
Von 1979 bis zur Saison 1983 bestand ein Spiel aus zwei Halbzeiten mit je 20 Minuten Nettospiezeit. Ab der Saison 1984 wurde die Nettospielzeit auf vier Viertel zu je 12 Minuten verlängert. Vor der Saison 2009/10 wurde die aktuell immer noch gültige Nettospiezeit von 40 Minuten, aufgeteilt auf vier Viertel, eingeführt.

### Ligasponsor
- 1979 bis 1987: kein
- 1988 bis 1991: Hungry Jack's
- 1992 bis 2001–02: Mitsubishi Motors Australia
- 2002–03bis 2003–04: kein
- 2004/05 bis 2006/07: Philips
- 2007/08: Hummer
- 2008/09 bis 2009/10: kein
- 2010/11 bis 2012/13: iiNet
- 2013/14 bis 2016/17: kein
- 2017/18 bis heute: Hungry Jack's

## Modus
Jedes Team trägt in der von Ende September/Anfang Oktober bis Mitte Februar andauernden regulären Saison 14 Heim- und 14 Auswärtsspiele aus. Die in der Endtabelle auf den ersten sechs Plätzen stehenden Teams qualifizieren sich für die NBL Finals, die im Play-off-Modus ausgetragen werden. Die in der Endtabelle auf den ersten beiden Plätzen stehenden Teams qualifizieren sich dabei direkt fürs Halbfinale, während die auf den Positionen 3 bis 6 stehenden Teams die beiden anderen Halbfinalisten ausspielen. Im Halbfinale gilt der best of three modus, während im Finale der best of five Modus angewendet wird, so dass der Meister Ende März feststeht.

## Teilnehmer

### Aktuelle Teams
| Mannschaft             | Stadt                       | Land       | Austragungsorte               | Plätze |
| ---------------------- | --------------------------- | ---------- | ----------------------------- | ------ |
| Adelaide 36ers         | Adelaide, South Australia   | Australien | Adelaide Entertainment Centre | 11.300 |
| Brisbane Bullets       | Brisbane, Queensland        | Australien | Brisbane Entertainment Centre | 10.500 |
| Cairns Taipans         | Cairns, Queensland          | Australien | Cairns Convention Centre      | 5.300  |
| Illawarra Hawks        | Wollongong, New South Wales | Australien | WIN Entertainment Centre      | 6.000  |
| Melbourne United       | Melbourne, Victoria         | Australien | John Cain Arena               | 10.175 |
| New Zealand Breakers   | North Shore, Auckland       | Neuseeland | Vector Arena                  | 9.740  |
| Perth Wildcats         | Perth, Western Australia    | Australien | Perth Arena                   | 15.500 |
| S.E. Melbourne Phoenix | Melbourne, Victoria         | Australien | John Cain Arena               | 10.175 |
| S.E. Melbourne Phoenix | Melbourne, Victoria         | Australien | State Basketball Centre       | 3.200  |
| Sydney Kings           | Sydney, New South Wales     | Australien | Sydney SuperDome              | 18.200 |
| Tasmania JackJumpers   | Hobart, Tasmanien           | Australien | MyState Bank Arena            | 4.340  |
| Tasmania JackJumpers   | Launceston, Tasmanien       | Australien | Silverdome                    | 4.000  |

### Ehemalige Teams
| Team                      | Stadt      | Region                       | Land       | Zeit      |
| ------------------------- | ---------- | ---------------------------- | ---------- | --------- |
| Canberra Cannons          | Canberra   | Australian Capital Territory | Australien | 1979–2003 |
| Devonport Warriors        | Devonport  | Tasmanien                    | Australien | 1983–1984 |
| Eastside Spectres         | Nunawading | Victoria                     | Australien | 1979–1991 |
| Forestville Eagles        | Wayville   | South Australia              | Australien | 1980–1981 |
| Frankston Bears           | Frankston  | Victoria                     | Australien | 1983–1984 |
| Geelong Supercats         | Geelong    | Victoria                     | Australien | 1982–1996 |
| Glenelg Tigers            | Glenelg    | South Australia              | Australien | 1979      |
| Gold Coast Blaze          | Gold Coast | Queensland                   | Australien | 2007–2012 |
| Gold Coast Rollers        | Gold Coast | Queensland                   | Australien | 1990–1996 |
| Hobart Devils             | Hobart     | Tasmanien                    | Australien | 1983–1996 |
| Hunter Pirates            | Newcastle  | New South Wales              | Australien | 2003–2006 |
| Launceston Casino City    | Launceston | Tasmanien                    | Australien | 1980–1982 |
| Newcastle Falcons         | Newcastle  | New South Wales              | Australien | 1979–1999 |
| North Melbourne Giants    | Melbourne  | Victoria                     | Australien | 1980–1998 |
| Singapore Slingers        | Kallang    | Central Region               | Singapur   | 2006–2008 |
| South Dragons             | Melbourne  | Victoria                     | Australien | 2006–2009 |
| S.E. Melbourne Magic      | Melbourne  | Victoria                     | Australien | 1992–1998 |
| Southern Melbourne Saints | Melbourne  | Victoria                     | Australien | 1979–1991 |
| Sydney Supersonics        | Sydney     | New South Wales              | Australien | 1979–1987 |
| Townsville Crocodiles     | Townsville | Queensland                   | Australien | 1993–2016 |
| Victoria Titans           | Melbourne  | Victoria                     | Australien | 1998–2004 |
| West Adelaide Bearcats    | Adelaide   | South Australia              | Australien | 1979–1984 |
| West Sydney Razorbacks    | Sydney     | New South Wales              | Australien | 1998–2009 |
| West Sydney Westars       | Bankstown  | New South Wales              | Australien | 1979–1987 |

## NBL-Meister
Rekordmeister sind die Perth Wildcats, die bislang zehnmal den Titel gewinnen konnten. Eine nicht mehr bestehende Franchise aus Melbourne wurde unter den Namen St. Kilda Saints, North Melbourne Giants sowie South East Melbourne Magic insgesamt sechsmal Meister der NBL.

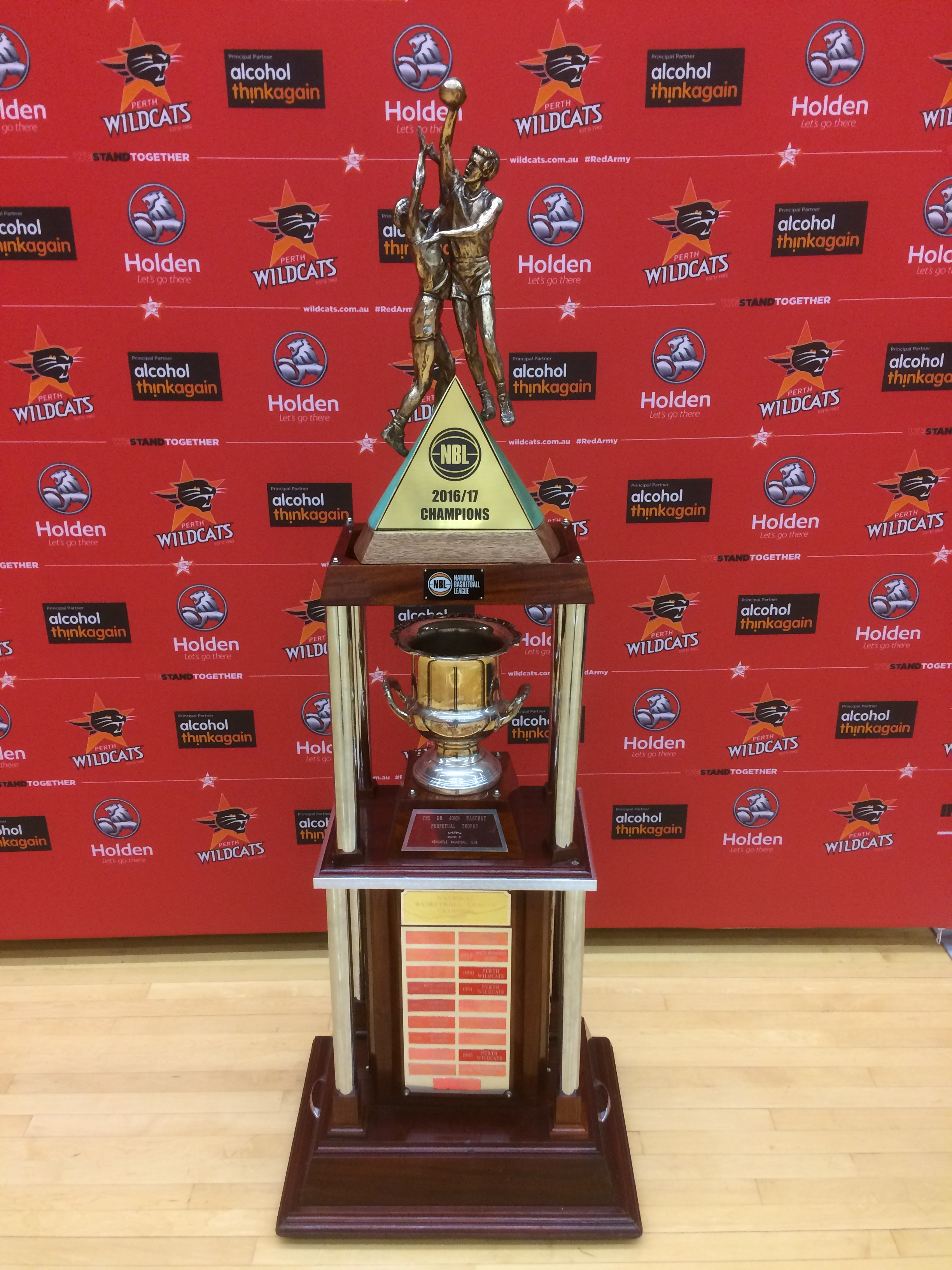
Meisterschaftstrophäe 2017

| Mannschaft                | Meisterschaft | Vizemeisterschaft | Finalteilnahmen | Meisterschaften nach Jahr                                  | Vizemeisterschaften nach Jahr            |
| ------------------------- | ------------- | ----------------- | --------------- | ---------------------------------------------------------- | ---------------------------------------- |
| Perth Wildcats            | 10            | 6                 | 16              | 1990, 1991, 1995, 2000, 2010, 2014, 2016, 2017, 2019, 2020 | 1987, 1993, 2003, 2012, 2013, 2021       |
| Melbourne United          | 6             | 7                 | 13              | 1993, 1997, 2006, 2008, 2018, 2021                         | 1992, 1996, 2007, 2009, 2019, 2024, 2025 |
| Sydney Kings              | 5             | 3                 | 8               | 2003, 2004, 2005, 2022, 2023                               | 2006, 2008, 2020                         |
| Adelaide 36ers            | 4             | 4                 | 8               | 1986, 1998, 1999, 2002                                     | 1985, 1994, 2014, 2018                   |
| New Zealand Breakers      | 4             | 2                 | 6               | 2011, 2012, 2013, 2015                                     | 2016, 2023                               |
| Brisbane Bullets          | 3             | 3                 | 6               | 1985, 1987, 2007                                           | 1984, 1986, 1990                         |
| Canberra Cannons          | 3             | 2                 | 5               | 1983, 1984, 1988                                           | 1979, 1989                               |
| Illawarra Hawks           | 2             | 3                 | 5               | 2001, 2025                                                 | 2005, 2010, 2010                         |
| North Melbourne Giants    | 2             | 2                 | 4               | 1989, 1994                                                 | 1988, 1995                               |
| S.E. Melbourne Magic      | 2             | 2                 | 4               | 1992, 1996                                                 | 1997, 1998                               |
| Southern Melbourne Saints | 2             | 0                 | 2               | 1979, 1980                                                 | —                                        |
| West Adelaide Bearcats    | 1             | 2                 | 3               | 1982                                                       | 1980, 1983                               |
| Tasmania JackJumpers      | 1             | 1                 | 2               | 2024                                                       | 2022                                     |
| Launceston Casino City    | 1             | 0                 | 1               | 1981                                                       | —                                        |
| South Dragons             | 1             | 0                 | 1               | 2009                                                       | —                                        |
| Cairns Taipans            | 0             | 2                 | 2               | —                                                          | 2011, 2015                               |
| Eastside Spectres         | 0             | 2                 | 2               | —                                                          | 1981, 1991                               |
| Victoria Titans           | 0             | 2                 | 2               | —                                                          | 1999, 2000                               |
| West Sydney Razorbacks    | 0             | 2                 | 2               | —                                                          | 2002, 2004                               |
| Geelong Cats              | 0             | 1                 | 1               | —                                                          | 1982                                     |
| Townsville Crocodiles     | 0             | 1                 | 1               | —                                                          | 2001                                     |

## Bestes Team der regulären Saison
| Teams                      | Titel | Jahr                                     | Letzter Titel |
| -------------------------- | ----- | ---------------------------------------- | ------------- |
| Melbourne United           | 7     | 1994, 1996, 2016, 2018, 2021, 2022, 2024 | 2024          |
| Sydney Kings               | 7     | 2003, 2004, 2005, 2006, 2008, 2020, 2023 | 2023          |
| Adelaide 36ers             | 6     | 1986, 1987, 1988, 1999, 2000, 2017       | 2017          |
| Perth Wildcats             | 6     | 1991, 1993, 1995, 2010, 2014, 2019       | 2019          |
| Brisbane Bullets           | 3     | 1984, 1985, 2007                         | 2007          |
| New Zealand Breakers       | 3     | 2011, 2012, 2013                         | 2013          |
| S.E. Melbourne Magic       | 3     | 1992, 1997, 1998                         | 1998          |
| Southern Melbourne Saints† | 3     | 1979, 1980, 1981                         | 1981          |
| Geelong Supercats*         | 2     | 1983, 1984                               | 1984          |
| Victoria Titans†           | 2     | 2001, 2002                               | 2002          |
| Cairns Taipans             | 1     | 2015                                     | 2015          |
| Canberra Cannons†          | 1     | 1989                                     | 1989          |
| North Melbourne Giants†    | 1     | 1990                                     | 1990          |
| South Dragons†             | 1     | 2009                                     | 2009          |
| Sydney Supersonics†        | 1     | 1983                                     | 1983          |
| West Adelaide Bearcats†    | 1     | 1982                                     | 1982          |
| Illawarra Hawks            | 1     | 2025                                     | 2025          |

## Zuschauerentwicklung
| Saison      | Gesamt    | Schnitt pro Spiel |
| ----------- | --------- | ----------------- |
| NBL 2024/25 | 1.024.176 | 7.063             |
| NBL 2023/24 | 1.097.455 | 7.126             |
| NBL 2022/23 | 970.704   | 6.303             |
| NBL 2021/22 | 684.715   | 4.998             |
| NBL 2020/21 | 572.950   | 3.951             |
| NBL 2019/20 | 896.408   | 6.903             |
| NBL 2018/19 | 793.782   | 6.615             |

## Spieler

### Gehaltsobergrenze
Die NBL schreibt für alle teilnehmenden Teams für den Spielerkader eine Gehaltsobergrenze (Salary Cap) und eine Gehaltsuntergrenze vor, um eine hohe sportliche Ausgeglichenheit zu gewährleisten. Damit ist es unmöglich, das sich ausschließlich Topspieler in einem Team befinden. Für die Saison 2024/25 beträgt die Gehaltsobergrenze pro Team 1.947.662.58 Australische Dollar (AUD) und die Gehaltsuntergrenze 1.752.913.85 AUD. Ein Spielervertrag darf eine maximale Laufzeit von 3 Jahren nicht überschreiten und muss ein Mindestgehalt von 79.758.05 AUD pro Saison aufweisen. Vier Spieler im Kader fallen als sogenannte Marquee Player nicht unter den Salary Cap. Ihrer Gehälter sind festgeschrieben von $233.697.34 AUD pro Saison für den Marquee 1 bis 467.396.04 AUD pro Saison für den Marquee 4.

### Talentförderprogramm
2018 führte die NBL das Förderprogramm Next Stars ein. Damit verfolgt die Liga das Ziel, junge Spieler aus dem In- und Ausland in die NBL zu holen, denen zugetraut wird, in absehbarer Zeit den Sprung in die nordamerikanische NBA zu schaffen. Im Rahmen der Förderung in der NBL soll den Spielern die Möglichkeit geboten werden, Erfahrung im Profibereich zu sammeln, sich weiterzuentwickeln und auf einen möglichen Wechsel in die NBA vorzubereiten. Die Spieler werden von der NBL verpflichtet und von ihr mit Verträgen ausgestattet, die ihnen in ihrem ersten Spieljahr ein Nettogehalt von höchstens 50 000 US-Dollar einbringen. Die Liga kommt ebenfalls für die bei Auslandsreisen der teilnehmenden Spieler anfallenden Kosten auf, die betreffenden Mannschaften bezahlen die Unterbringung und Kosten von Inlandsreisen. Den Förderspielern werden zusätzliche Trainingseinheiten geboten, für die ein Fachgremium der NBL die Trainer aussucht.
Mit ihrem Förderprogramm richtet sich die NBL einerseits an australische Talente, andererseits an Ausländer, darunter US-Amerikaner, die nicht über den in ihrem Heimatland herkömmlichen Weg über den College-Basketball in den Berufsbasketball gelangen wollen, und Spieler aus weiteren Ländern, die über Australien den Sprung in die NBA schaffen wollen. Vor allem bei jungen Spielern aus den Vereinigten Staaten konkurriert das NBL-Förderprogramm mit der über einen ähnlichen Ansatz verfügenden Mannschaft NBA G League Ignite, die in der NBA G-League spielt, und mit der US-Förderliga Overtime Elite.
Namhafte Spieler, die am NBL-Förderprogramm teilgenommen haben:
- R. J. Hampton[10]
- LaMelo Ball[10]
- Ousmane Dieng[11]

## Individuelle Auszeichnungen
- Most Valuable Player der regulären Saison (Andrew Gaze Trophy): Bryce Cotton (Perth Wildcats)[12]
- Next Generation Award: Alex Toohey (Sydney Kings)
- Best Defensive Player (Damian Martin Trophy): Shea Ili (Melbourne United)
- Best Sixth Man: Kouat Noi (Sydney Kings)
- Most Improved Player: Tyrell Harrison (Brisbane Bullets)
- Fans MVP: Bryce Cotton (Perth Wildcats)
- Coach of the Year (Lindsay Gaze Trophy): Justin Tatum (Illawarra Hawks)
- Executive of the Year: Malcolm Watts (Brisbane Bullets)
- Referee of the Year: Vaughan Mayberry
- GameTime by Kmart: Majok Deng (Tasmania JackJumpers)
- All-NBL First Team:
  - Bryce Cotton (Perth Wildcats)
  - Kendric Davis (Adelaide 36ers)
  - Matthew Hurt (S.E. Melbourne Phoenix)
  - Trey Kell (Illawarra Hawks)
  - Tyler Harvey (Illawarra Hawks)
- All-NBL Second Team:
  - Casey Prather (Brisbane Bullets)
  - Chris Goulding (Melbourne United)
  - Montrezl Harrell (Adelaide 36ers)
  - Sam Froling (Illawarra Hawks)
  - Xavier Cooks (Sydney Kings)
- Grand Final Series MVP (Larry Sengstock Medal): Matthew Dellavedova (Melbourne United)

## Medienpartner
| Jahr | Australien            | Australien | Neuseeland | Neuseeland       |
| Jahr | Free TV               | Pay TV     | Free TV    | Pay TV           |
| ---- | --------------------- | ---------- | ---------- | ---------------- |
| 1979 | ABC                   |            |            |                  |
| 1987 | ABC                   |            |            |                  |
| 1988 | Seven Network         |            |            |                  |
| 1991 | Seven Network         |            |            |                  |
| 1992 | Network Ten           |            |            |                  |
| 1995 | Network Ten           | Fox Sports |            |                  |
| 1997 | Network Ten           | Fox Sports |            |                  |
| 1998 | ABC                   | Fox Sports |            |                  |
| 2001 | ABC                   | Fox Sports | Sky Sport  |                  |
| 2007 | Nine Network          | Fox Sports | Sky Sport  | Māori Television |
| 2010 | Network Ten One       | Fox Sports |            | Māori Television |
| 2011 | Network Ten One       |            |            | Sky Sport        |
| 2015 | Network Ten One       | Fox Sports |            | Sky Sport        |
| 2016 | Nine Network          | Fox Sports |            | Sky Sport        |
| 2017 | SBS                   | Fox Sports |            | Sky Sport        |
| 2018 | SBS ABC               | Fox Sports |            | Sky Sport        |
| 2019 | Nine Network 9Go!     | Fox Sports |            | Sky Sport        |
| 2020 | SBS SBS Viceland NITV | ESPN/Kayo  |            | Sky Sport        |
| 2021 | 10 Peach              | ESPN/Kayo  |            | Sky Sport        |
| 2022 | 10 Peach              | ESPN/Kayo  |            | Sky Sport        |
| 2023 | 10 Peach              | ESPN/Kayo  |            | Sky Sport        |
| 2024 | Network 10            | ESPN/Kayo  |            | Sky Sport        |

## Weblink
- Offizielle Website der NBL (englisch)